# 김은혜 (1971년)
김은혜(金恩慧, 1971년 1월 6일~)는 대한민국의 언론인 출신 정치인이다. 제21·22대 국회의원이다.
1993년 MBC 문화방송에 공채 기자로 입사하여 사회부·경제부·정치부와 국회 출입기자를 거쳐 뉴스데스크, 뉴스투데이 등의 앵커로 활동하였다. 2008년 2월 1일 MBC 문화방송에서 퇴사한 이후 2008년 이명박 정부의 대통령실 초대 외신담당 제1부대변인을 거쳐 대통령실 제2대변인을 역임했다. 2010년 12월 1일 KT 커뮤니케이션실 전무로 선임되었다가 2014년 2월 1일 퇴임하였다. 2014년 9월부터 매일방송(MBN)의 특임이사 겸 앵커가 되었다.
2020년 미래통합당에 입당했다. 2020년 21대 총선에서 성남시 분당구 갑 선거구에 공천되어 현직 국회의원인 김병관 후보를 꺾은 유일한 야당후보로 기록되었다. 당시 표차는 0.7% 윤석열 당선인 대선 승리 때 편차와 동일하였다.
2022년 제20대 대통령선거에서 국민의힘 윤석열 후보 중앙선거대책위원회 공보단장을 지냈고, 윤석열 당선인 대변인으로 임명되었다. 제8회 전국동시지방선거를 앞두고 국민의힘의 경기도지사 후보로 공천되어 출마했다. 본 선거에서 김동연 후보와 접전 끝에 0.15%p 차이로 낙선하였다. 2022년 8월에는 대통령비서실 홍보수석으로 임명되었다.

## 학력
- 한양초등학교(1983년 졸업)
- 선화예술중학교(1986년 졸업)
- 선화예술고등학교(전학, 음악과 플루트전공)
- 정신여자고등학교(1989년 졸업)
- 이화여자대학교 신문방송학 학사(1993년 졸업)
- 연세대학교 언론홍보대학원 언론학과 석사

## 경력
- 1993년: MBC 입사
- MBC 사회부 기자
- MBC 정치부 기자
- MBC 경제부 기자
- 2002년: MBC 경영관리국 인력개발부 기자
- 2003년: MBC 보도국 뉴스편집2부 기자
- 2005년 6월~2008년 2월: MBC 보도국 뉴스편집2CP 차장대우
- 2008년 2월~2009년 8월: 대통령실 외신담당 제1부대변인
- 2009년 9월~2010년 7월: 대통령실 제2대변인
- 2010년 12월~2012년 11월: KT 콘텐츠전략실 전무
- 2012년 12월~2014년 2월: KT 커뮤니케이션실 전무
- 2014년 3월~2014년 9월: 동국대학교 행정학과 겸임교수
- 2015년 7월~2020년 2월: MBN 특임이사
- 2020년 1월~2020년 2월: 보수통합을 위한 혁신통합추진위원회 대변인
- 2020년 3월~2020년 4월: 미래통합당 4·15총선 중앙선거대책위원회 선대위대변인
- 2020년 4월 15일 대한민국 제21대 국회의원 선거 당선(경기 성남시 분당구 갑, 미래통합당, 초선)
- 2020년 5월~2020년 9월: 미래통합당 원내부대표
- 2020년 5월~2020년 9월: 미래통합당 윤미향 더불어민주당 당선자의 부정 의혹을 규명하기위한 '위안부 할머니피해 진상규명 전담팀 위원
- 2020년 6월~2020년 9월: 미래통합당 비상대책위원회 대변인
- 2020년 6월~2020년 9월: 미래통합당 경기도당 성남시 분당구 갑 당원협의회 위원장
- 2020년 9월: 국민의힘 윤미향 더불어민주당 당선자의 부정 의혹을 규명하기위한 '위안부 할머니피해 진상규명 전담팀 위원
- 2020년 9월~2021년 4월: 국민의힘.비상대책위원회 대변인
- 2020년 9월~2022년 5월: 국민의힘 경기도당 성남시 분당구 갑 당원협의회 위원장
- 2020년 9월: 국민의힘 호남 동행 국회의원 발대식 명예의원(광주광역시)
- 2021년 3월~2021년 4월: 2021년 재보궐선거 국민의힘 중앙선거대책위원회 대변인
- 2021년 3월~2021년 4월: 2021년 재보궐선거 국민의힘 서울특별시장 보궐선거 선거대책위원회 대변인단
- 2021년 3월: 국민의힘 부동산투기조사위원회 위원
- 2021년 7월~2021년 12월: 국민의힘 홍보본부장
- 2021년 8월~2021년 11월: 제20대 대통령 선거 후보 국민의힘 선거관리위원회 위원
- 2021년 10월~2022년 3월: 국민의힘 이재명비리 국민검증 특별위원회 3팀장(지역 현안 의혹담당)
- 2021년 11월~2022년 1월: 제20대 대통령 선거 국민의힘 윤석열 대통령 후보 선거대책위원회 중앙선거대책위원회 대변인단 대변인
- 2021년 12월~2022년 1월: 제20대 대통령 선거 국민의힘 윤석열 대통령 후보 선거대책위원회 중앙선거대책위원회 클린선거전략본부 이재명비리국민검증단 부단장 겸 공보단 단장
- 2021년 12월~2022년 3월: 제20대 대통령 선거 국민의힘 경기도 살리는 선거대책위원회 선거대책위원장단 공동선거대책위원장
- 2022년 1월~2022년 3월: 제20대 대통령 선거 국민의힘 윤석열 대통령 후보 선거대책본부 공보단 단장 겸 클린선거전략본부 이재명비리국민검증단 부단장
- 2022년 3월~2022년 4월 5일: 윤석열 대한민국 제20대 대통령 당선인 대변인
- 2022년 4월 21일~2022년 6월 1일: 제8회 전국동시지방선거 국민의힘 경기도지사 후보
- 2022년 8월~2023년 11월: 대통령비서실 홍보수석
- 2024년 3월~2024년 4월: 제22대 국회의원 선거 국민의힘 중앙선거대책위원회 경기 권역 선대위원장
- 2024년 4월 10일 대한민국 제22대 국회의원 선거 당선(경기 성남시 분당구 을, 국민의힘, 재선)
- 2024년 5월~: 국민의힘 경기도당 성남시 분당구 을 당원협의회 위원장
- 2024년 6월~2024년 7월: 국민의힘 정책위원회 산하 시급한 민생 현안 해결을 위한 재정·세제개편특별위원회 위원
- 2024년 6월~2024년 7월: 국민의힘 정책위원회 산하 시급한 민생 현안 해결을 위한 민생경제안정특별위원회 위원
- 2024년 9월~: 국민의힘 호남동행 국회의원 발대식 명예의원(광주광역시)
- 2024년 11월~2025년 6월 국민의힘 정책위원회 산하 AI 세계 3대 강국 도약 특별위원회 위원
- 2024년 12월~: 국민의힘 제주항공 여객기 사고 수습 TF 위원
- 2025년 5월~2025년 6월: 제21대 대통령 선거 국민의힘 김문수 대통령 후보 경기도 선거대책위원회 공동선거대책위원장
- 2025년 5월~2025년 6월: 국민의힘 이재명 경기지사 거북섬 비리 특별위원회 위원장
- 2025년 6월~: 국민의힘 원내수석부대표(정책) 겸 정책위원회 수석부의장

### 의정 활동
- 2020년 5월 30일~2022년 4월 29일: 제21대 국회의원(경기 성남시 분당구 갑, 미래통합당→국민의힘, 초선)
  - 2020. 7.~2022. 4. 제21대 국회 전반기 국토교통위원회 위원
  - 2020. 7.~2022. 4. 국회 미래정책연구회 구성의원
  - 제21대 국회 전반기 국토교통위원회 국토법안심사소위원회 위원
  - 2022. 1.~2022. 3. 제21대 국회 전반기 예산결산특별위원회 위원
- 2024년 5월 30일~: 제22대 국회의원(경기 성남시 분당구 을, 국민의힘, 재선)
  - 2024.06~: 제22대 국회 전반기 국토교통위원회 위원
    - 제22대 국회 전반기 국토교통위원회 국토법안심사소위원회 위원
    - 제22대 국회 전반기 국토교통위원회 청원심사소위원회 위원

  - 지속 가능 성장을 위한 구조개혁 실천 포럼 구성의원
  - 디지털경제3.0포럼 구성의원
  - 2025. 1.~ 제22대 국회 12.29 여객기 참사 진상규명과 피해자 및 유가족의 피해구제를 위한 특별위원회 간사
    - 제22대 국회 12.29 여객기 참사 진상규명과 피해자 및 유가족의 피해구제를 위한 특별위원회 진상규명 및 재발방지 소위원회 위원장

  - 2025. 7.~ 제22대 국회 전반기 국회운영위원회 위원
    - 제22대 국회 전반기 국회운영위원회 청원심사소위원회 위원

## 진행 프로그램

### MBC
- 《MBC 아침뉴스》(월요일~토요일): 2000년 10월 30일~2001년 8월 18일
- 《MBC 뉴스투데이》(월요일~토요일): 2004년 4월 5일~2006년 8월 4일
- 《MBC 뉴스데스크》(평일): 1999년 4월 26일~2000년 10월 27일
- 《MBC 뉴스24》(평일): 2003년 4월 28일~2004년 4월 2일

### MBN
- 《뉴스 & 이슈》: 2014년 9월 22일~2019년 9월 20일
- 《일요시사》: 2019년 9월 29일~2020년 2월

## 논란

### 이명박 대통령 발언 왜곡 논란
2010년 1월 30일 이명박이 남북 정상회담과 관련해서 "조만간이라고 이렇게 단정지어 말할 수는 없지만 아마 연내에 만날 수 있을 것 같다고 본다"며 "(남북정상이) 만나는데 대한 조건이 없어야 한다. 그렇게 되면 언제든지 만날 수 있다"고 말한 내용을 김은혜가 "조건 없이"라는 표현을 없앤 후 "연내에 만날 수 있을 것 같다고 본다. 안 만날 이유가 없다"고 왜곡하여 발표 해 파문이 일어 김은혜는 이에 책임을 지고 사표를 제출했다. 사표는 수리되지 않았다.

### KT 전무 낙하산 임명 논란
KT는 2010년 11월 1일 김은혜를 콘텐츠 전략 담당 전무로 임명했다. 이와 관련하여 '낙하산 논란'이 일었다. 39세의 나이에 IT 업계 관련 경력이 전무하고, MBC 기자·앵커 경력뿐인 김은혜 전 대통령실 대변인을 KT 미디어 사업의 핵심인 콘텐츠 전략 담당 전무로 내정하자, 50대 초·중반 상무보가 대부분인 KT 내부에서도 불만이 표출됐다고 조선일보가 보도했다. 또한 김은혜 전 대변인을 위한  자리만들기라는 비판에 KT는 신설한 '콘텐츠 전략담당' 직에 대해 "KT그룹 차원의 장기적인 콘텐츠 전략 방향과 사업을 설정하고 최적화하는 자리"라고 해명했다. 당시 야당이었던 민주당은 이와 관련 이번 내정은 전형적인 낙하산 인사이며 "이석채 KT 회장 취임 전후로 청와대 비서관 출신과 대통령직인수위 출신 등 현정부 핵심 인사들이 낙하산으로 내려와 KT 고위직에 포진하고 있다."면서 "KT는 김 전 대변인을 기용하기 위해 없는 보직을 새로 만들었다."고 지적하며 불공정 사회의 표본이라고 비판했다.

### 윤석열 정부 대통령비서실 재직 시절 논란
2022년 9월 22일에 미국 순방에 나선 윤석열 대통령이 조 바이든 미국 대통령과의 만남이 끝나고 행사장에서 나가던 도중에 "국회에서 이 새끼들이 승인 안 해주면 바이든은 쪽팔려서 어떡하나?"라고 발언한 사실이 문화방송(MBC)을 비롯한 언론 보도를 통해 알려져 파문이 일었다. 대한민국 대통령실은 문제의 발언이 확산된지 15시간이 지나서야 브리핑을 가졌다. 이 과정에서 김은혜 대통령비서실 홍보수석은 "윤석열 대통령이 말한 '이 새끼들'은 미국 의회가 아닌 대한민국 국회, 특히 더불어민주당을 위시한 야당 진영이고 '바이든'이라고 말한 부분은 사실 '날리면'이다."라고 해명하여 논란을 빚었다. 또한 배현진 국민의힘 의원은 윤석열 대통령이 "국회의원 '이 사람들이' 승인 안 해주고 '아 말리믄' 쪽팔려서 어떡하나?"라고 발언했다고 주장했다.
2022년 11월 7일에는 국회 운영위원회가 대통령실에 대한 국정감사를 가졌다. 이날 강득구 더불어민주당 국회의원은 이태원 압사 사고에 대한 대통령실의 대응에 대한 적절성 여부를 질의하고 있었다. 이 과정에서 김은혜 대통령비서실 홍보수석이 강승규 대통령비서실 시민사회수석의 메모장에 "웃기고 있네"라는 막말성 문장을 적은 사실이 이데일리 소속 사진기자의 카메라에 포착되어 논란을 빚었다. 김은혜와 강승규는 물의를 일으켜 죄송하다고 밝혔는데 국회 운영위원장을 맡고 있던 주호영 국민의힘 의원은 이들에게 퇴장 명령을 내렸다.

## 가족
- 아버지: 김백수(별세) 보광인쇄 대표
- 어머니: 정영자
- 남편: 유형동(兪炯東, 1971년생): 김앤장법률사무소 국제변호사 - 유정아 교수의 사촌동생
  - 아들: 유희준(2007년생)

## 수상
- 1994 한국기자협회 이달의 기자상
- 1999 한국기자협회 특종상
- 2000 대학생들이 닮고 싶은 여성
- 2001 대학생들이 닮고 싶은 여성
- 2004 한국방송인동우회 바른말 보도상
- 2011 아시아 소사이어티 코리아센터 여성 리더상
- 이화여자대학교 자랑스러운 신문방송인상
- 대검찰청 초대 명예검사

## 저서
- 《나는 감동을 주는 기자이고 싶다》
- 《아날로그 성공모드》

## 기타
- "대한민국 최초 여기자 출신 앵커", "방송사 최초 정당 출입 기자", "방송사 최초 심야 뉴스 단독 진행" 등의 경력이 있다. 2008년 문화방송의 TV 드라마였던 스포트라이트의 주인공인 서우진(손예진)의 모델이 김은혜 기자라는 일부 언론 뉴스 보도가 나왔다. 스포트라이트의 연출자 김도훈 PD는 해당 사안들을 전면 부인하였다.
- 2008년 공직자 재산신고시 청와대 비서진 가운데 가장 많은 97억3천155만9천원을 신고했다. 남편 명의의 강남구 대치동 빌딩(가액 87억9천만원), 강남구 논현동 연립주택(6억1천만원)과 함께 경기도 고양시 일산동구의 임야(8천800만원) 등을 신고했으며 돌을 갓 넘긴 아들 명의로 1천100만원의 예금을 신고했다.[11] 재산의 대부분을 차지하는 것은 남편 명의의 강남구 대치동 업무용 빌딩 지분으로 2020년 말 공시지가 기준 신고액이 158억인데, 이는 남편 유형동이 1990년 부친 사망 당시 지분의 4분의 1을 상속받은 것이며, 1주택 소유자라 재산상에 문제가 없는 것으로 나타났다.

## 역대 선거 결과
|  | 50.06% |

|  | 48.91% |

|  | 51.13% |

## 소속 정당
| 소속 정당 | 소속 정당  | 소속 기간 | 비고           |
| --------- | ---------- | --------- | -------------- |
|           | 미래통합당 | 2020      | 창당 정계 입문 |
|           | 국민의힘   | 2020~2022 | 당명 변경      |
|           | 무소속     | 2022~2024 | 탈당           |
|           | 국민의힘   | 2024~현재 | 복당           |

## 같이 보기
- 성남시 분당구 갑
- 성남시 분당구 을
- 성남시 분당구의 국회의원